# آن کریستین فلاتلند
آن کریستین فلاتلند (انگلیسی: Ann Kristin Flatland؛ زادهٔ ۶ نوامبر ۱۹۸۲) ورزشکار دوگانه اهل نروژ است.